# 布倫亨 (紐西蘭)
布倫亨（英語：Blenheim），位在新西蘭南島東北部，是在馬爾堡地區人口最多的城市。布倫亨城鎮人口30,500（2012年6月估計）。布倫亨為新西蘭葡萄酒業的中心區域。布倫亨擁有新西蘭陽光最充足的氣候條件，夏季相對乾燥。
布倫亨有著廣泛的休閒活動，與海豚一起游泳，沿著崎嶇的海岸線在凱庫拉看鯨魚，以及觀光船捕魚，滑水和皮划艇。馬爾堡葡萄酒和美食食品行業蓬勃。

## 資料
- Destination Marlborough （页面存档备份，存于）
- Blenheim Tourist Information （页面存档备份，存于）
- Marlborough District Council （页面存档备份，存于）
- The Marlborough Express daily newspaper （页面存档备份，存于）
- Blenheim Street Map
- Marlborough Boys' College website （页面存档备份，存于）
- Marlborough Girls' College website （页面存档备份，存于）